# Мерит
Мерит (англ. Merritt) — місто в Канаді, у провінції Британська Колумбія, у складі регіонального округу Томпсон-Нікола.

## Населення
За даними перепису 2016 року, місто нараховувало 7139 осіб, показавши зростання на 0,4%, порівняно з 2011-м роком. Середня густина населення становила 273,9 осіб/км².
З офіційних мов обидвома одночасно володіли 445 жителів, тільки англійською — 6 520, а 50 — жодною з них. Усього 620 осіб вважали рідною мовою не одну з офіційних, з них 55 — одну з корінних мов, а 15 — українську.
Працездатне населення становило 57,7% усього населення, рівень безробіття — 9,5% (9,9% серед чоловіків та 9% серед жінок). 89,8% осіб були найманими працівниками, а 9,3% — самозайнятими.
Середній дохід на особу становив $40 746 (медіана $30 242), при цьому для чоловіків — $51 993, а для жінок $29 953 (медіани — $43 221 та $23 133 відповідно).
29,7% мешканців мали закінчену шкільну освіту, не мали закінченої шкільної освіти — 24,2%, 46,2% мали післяшкільну освіту, з яких 30% мали диплом бакалавра, або вищий, 20 осіб мали вчений ступінь.
| Статево-вікова структура населення | Статево-вікова структура населення | Статево-вікова структура населення | Статево-вікова структура населення | Статево-вікова структура населення |
| ---------------------------------- | ---------------------------------- | ---------------------------------- | ---------------------------------- | ---------------------------------- |
|                                    |                                    |                                    |                                    |                                    |
| Всього                             | Всього                             | 48,7%51,3%                         |                                    |                                    |
| 0 — 14 років                       | 0 — 14 років                       |                                    | 16,2%                              | 16,2%                              |
| 15 — 64 років                      | 15 — 64 років                      |                                    | 61,3%                              | 61,3%                              |
| 65 і більше                        | 65 і більше                        |                                    | 22,5%                              | 22,5%                              |
| 85 і більше                        | 85 і більше                        |                                    | 2,4%                               | 2,4%                               |
| Середній вік (років)               | Середній вік (років)               | 43,044,8                           | 43,9                               | 43,9                               |
| Медіана (років)                    | Медіана (років)                    | 45,447,7                           | 46,5                               | 46,5                               |
| — чоловіки — жінки                 |                                    |                                    |                                    |                                    |

| Походження мешканців:     | Походження мешканців:     | Походження мешканців: | Походження мешканців: | Походження мешканців: |
| ------------------------- | ------------------------- | --------------------- | --------------------- | --------------------- |
| Походження                |                           |                       | осіб                  | %                     |
| Корінні американці        | Корінні американці        |                       | 1 610                 | 23.4%                 |
| Інше північноамериканське | Інше північноамериканське |                       | 1 980                 | 28.78%                |
| Європейське               | Європейське               |                       | 4 915                 | 71.44%                |
| британське                | британське                |                       | 3 505                 | 50.94%                |
| французьке                | французьке                |                       | 920                   | 13.37%                |
| українське                | українське                |                       | 400                   | 5.81%                 |
| Латинськоамериканське     | Латинськоамериканське     |                       | 100                   | 1.45%                 |
| Карибське                 | Карибське                 |                       | 15                    | 0.22%                 |
| Африканське               | Африканське               |                       | 75                    | 1.09%                 |
| Азійське                  | Азійське                  |                       | 670                   | 9.74%                 |
| Океанійське               | Океанійське               |                       | 25                    | 0.36%                 |

| Зайнятість населення за галузями (за класифікацією NOC): | Зайнятість населення за галузями (за класифікацією NOC): | Зайнятість населення за галузями (за класифікацією NOC): | Зайнятість населення за галузями (за класифікацією NOC): | Зайнятість населення за галузями (за класифікацією NOC): |
| -------------------------------------------------------- | -------------------------------------------------------- | -------------------------------------------------------- | -------------------------------------------------------- | -------------------------------------------------------- |
|                                                          |                                                          |                                                          |                                                          |                                                          |
| Управління                                               | Управління                                               |                                                          | 8,2%                                                     | 8,2%                                                     |
| Бізнес, фінанси та адміністрування                       | Бізнес, фінанси та адміністрування                       |                                                          | 8,3%                                                     | 8,3%                                                     |
| Природничі та прикладні науки                            | Природничі та прикладні науки                            |                                                          | 2,9%                                                     | 2,9%                                                     |
| Охорона здоров'я                                         | Охорона здоров'я                                         |                                                          | 5,7%                                                     | 5,7%                                                     |
| Освіта, правозахист, муніципальні та урядові служби      | Освіта, правозахист, муніципальні та урядові служби      |                                                          | 14%                                                      | 14%                                                      |
| Мистецтво, культура, відпочинок та спорт                 | Мистецтво, культура, відпочинок та спорт                 |                                                          | 1,7%                                                     | 1,7%                                                     |
| Роздрібна торгівля та послуги                            | Роздрібна торгівля та послуги                            |                                                          | 24,5%                                                    | 24,5%                                                    |
| Гуртова торгівля, транспорт та обладнання                | Гуртова торгівля, транспорт та обладнання                |                                                          | 21,5%                                                    | 21,5%                                                    |
| Природні ресурси, сільське господарство                  | Природні ресурси, сільське господарство                  |                                                          | 7,6%                                                     | 7,6%                                                     |
| Виробництво                                              | Виробництво                                              |                                                          | 5,4%                                                     | 5,4%                                                     |

## Клімат
Середня річна температура становить 7,3°C, середня максимальна – 22,2°C, а середня мінімальна – -11,5°C. Середня річна кількість опадів – 326 мм.
| Клімат поселення                              | Клімат поселення | Клімат поселення | Клімат поселення | Клімат поселення | Клімат поселення | Клімат поселення | Клімат поселення | Клімат поселення | Клімат поселення | Клімат поселення | Клімат поселення | Клімат поселення | Клімат поселення |
| Показник                                      | Січ.             | Лют.             | Бер.             | Квіт.            | Трав.            | Черв.            | Лип.             | Серп.            | Вер.             | Жовт.            | Лист.            | Груд.            |                  |
| Середній максимум, °C                         | 2,54             | 6,19             | 10,47            | 14,26            | 18,60            | 22,15            | 22,02            | 22,06            | 17,28            | 11,31            | 4,96             | 0,07             |                  |
| Середня температура, °C                       | −4,46            | −0,8             | 3,48             | 7,26             | 11,61            | 15,15            | 18,22            | 18,27            | 13,49            | 7,52             | 1,19             | −3,72            |                  |
| Середній мінімум, °C                          | −11,45           | −7,79            | −3,52            | 0,28             | 4,62             | 8,17             | 14,44            | 14,50            | 9,70             | 3,74             | −2,6             | −7,52            |                  |
| Норма опадів, мм                              | 32               | 20               | 16               | 16               | 29               | 37               | 29               | 22               | 25               | 27               | 36               | 37               |                  |
| Середньомісячна швидкість вітру, м/с          | 2.10             | 2.20             | 2.50             | 2.77             | 2.50             | 2.40             | 2.30             | 2.10             | 1.90             | 2.04             | 2.10             | 2.10             |                  |
| Середньомісячна сонячна радіація, кДж/м²·день | 3340             | 6533             | 11096            | 16121            | 19606            | 21278            | 22381            | 19074            | 13595            | 7726             | 3766             | 2592             |                  |
| --------------------------------------------- | ---------------- | ---------------- | ---------------- | ---------------- | ---------------- | ---------------- | ---------------- | ---------------- | ---------------- | ---------------- | ---------------- | ---------------- | ---------------- |
| Джерело:                                      |                  |                  |                  |                  |                  |                  |                  |                  |                  |                  |                  |                  |                  |